# 庙坝乡 (宁强县)
庙坝乡是中国陕西省汉中市宁强县下辖的一个乡。

## 行政区划
庙坝乡下辖以下行政区：
后林村、华严寺村、庙坝村、双白果树村、黑木林村